# Sepp Neumayr
Sepp Neumayr (* 3. April 1932 in Kleinarl, Pongau; † 12. September 2020 ebenda) war ein österreichischer Komponist, der vor allem im Bereich der Blasmusik bekannt war. Weiter war er unter anderem Bezirkskapellmeister des Pongaues sowie Landeskapellmeister-Stellvertreter von Salzburg.

## Leben
Ebenso wie sein Vater ging er nach der Beendigung der Schule der Holzarbeit nach. Im Jahre 1955 trat Neumayr in den Postdienst ein und arbeitete dort bis zu seiner Verlagsgründung im Jahre 1977, als er seinen eigenen Musikverlag gründete. Seither war Sepp Neumayr als freischaffender Komponist tätig.
Die musikalische Laufbahn Sepp Neumayrs begann im Alter von 10 Jahren, als er die steirische Harmonika und später auch das Akkordeon erlernte. Im Jahre 1949 wurde die Musikkapelle Kleinarl gegründet, der Neumayr beitrat, wo er auch vom Kapellmeister und Gründer der Musikkapelle Martin Gwehenberger seinen ersten Notenunterricht bekam. Im Laufe der Zeit erlernte Neumayr Klarinette, Flügelhorn, Bassflügelhorn und Bass. Neumayr gründete danach eine Tanzkapelle. Im Jahre 1960 übernahm Sepp Neumayr das Amt des Kapellmeisters in Kleinarl und bekleidete dieses mit einem Jahr Unterbrechung bis ins Jahr 1996. Fünf Jahre nach seinem Beginn als Kapellmeister in Kleinarl war er 1965 außerdem zum Bezirkskapellmeister des Pongaues geworden. Ab 1997 hatte er zusätzlich das Amt des stellvertretenden Landeskapellmeisters von Salzburg inne.
Sepp Neumayrs erste Kompositionen entstanden im Jahre 1951. Im Jahre 1955 wurde er vom Musikverlag Krenn in Wien unter Vertrag genommen, wo bis zur Eigenverlagsgründung Sepp Neumayrs 60 Kompositionen und Bearbeitungen verlegt wurden.
Zu komponieren begann Sepp Neumayr als Autodidakt, seine musiktheoretische Ausbildung holte er später bei Leo Ertl nach.

## Kompositorisches Schaffen
Sepp Neumayrs kompositorisches Schaffen reichte über Märsche, Walzer, Ouverturen, Potpourris, Charakterstücke, Programmmusik, Tanzmusik, Lieder sowie Werke für kirchliche Anlässe bis zu Opern- und Operettenmelodien. Zu seinen bekanntesten Werken gehören die im mitteleuropäischen Raum vielgespielten Märsche Mein Heimatland, Dir zum Gruß, Bergmannslust und der Freundschaftsmarsch. Weiters verzeichnete Neumayr zwei Symphoniesätze von Joseph Haydn sowie eine Kirchensonate von Wolfgang Amadeus Mozart, beide Werke wurden von Neumayr für Blasorchester eingerichtet und bearbeitet.
Über 250 Lied- und Choralbegleitungen existieren für Besetzungen und kleine Spielgruppen. Der Pongauer Blasmusikverband produzierte gemeinsam mit den Mitgliedskapellen die CD Sepp Neumayr: ein Leben für die Blasmusik mit Stücken des Komponisten.